# Vale Tudo (telenovela)
Pour les articles homonymes, voir Valétudo.
Vale Tudo est une telenovela brésilienne diffusée en 1988 - 1989 par TV Globo.

## Versions
- Vale todo (Telemundo, 2002)
- Vale Tudo (TV Globo, 2025)